# أنخيل أمايا
أنخيل أمايا (بالإسبانية: Angel Amaya)‏ (مواليد 11 فبراير 1934) هو ملاكم فنزويلي، مثّل بلاده في الألعاب الأولمبية الصيفية 1952.

## روابط خارجية
أنخيل أمايا على موقع أوليمبيديا (الإنجليزية)